# 제임스 하든
제임스 에드워드 하든 주니어(영어: James Edward Harden Jr., 1989년 8월 26일 ~ )은 미국의 농구 선수로 포지션은 콤보 가드이다. 현재 미국 프로 농구 리그인 NBA 로스앤젤레스 클리퍼스 소속으로 활동하고 있다. 이전에는 휴스턴 로키츠에서 9년 동안 프랜차이즈 스타로 활약했지만, 계속된 우승 도전 실패로 인해 브루클린 네츠로 새 둥지를 틀었다. 2012년 런던 하계 올림픽에 미국 국가대표 농구팀의 일원으로 출전하여 금메달을 획득했다. 별명은 수염(The Beard)이다.

## NBA 선수 시절

### 오클라호마시티 썬더 (2009-2012)
2009년 신인 드래프트에서 1라운드 전체 3순위 지명으로 오클라호마시티 선더에 입단한다.

### 휴스턴 로키츠 (2012-2021)
오클라호마시터 선더와의 연장 계약에 실패한 뒤, 2012년 10월 28일 콜 알드리치, 데콴 쿡, 라자 헤이워드와 함께 휴스턴 로키츠로 트레이드된다. 휴스턴 로키츠에서 정규시즌 MVP 1회, NBA 득점왕 3회를 달성하며 뛰어난 활약을 펼치는 프랜차이즈 스타로 자리잡았다. 그러나 2021년, 계속되는 파이널 우승 도전 실패로 인해 제임스 하든은 트레이드를 원했고 이 과정에서 훈련 불참과 팀원들과의 불화를 일으켰다.

### 브루클린 네츠 (2021-)
2021년, 새로운 팀에서 우승 도전을 원했던 제임스 하든은 4자 트레이드의 일환으로 브루클린 네츠로 트레이드되었다. 등번호는 이전과 같은 13번이며, 각각 골든스테이트 워리어스와 클리블랜드 캐벌리어스에서 우승을 한 경험이 있는 케빈 듀랜트와 카이리 어빙과 함께 빅3를 구성하게 되었다.

## 특이 사항
제임스 하든은 미국의 NBA에서 수염을 많이 기르는 것으로 알려져 왔다. 그러나 수염이 많아 수많은 농구 팬들이 털보라는 별명을 붙인 것으로 보고되어 있다.